# Łęczysko

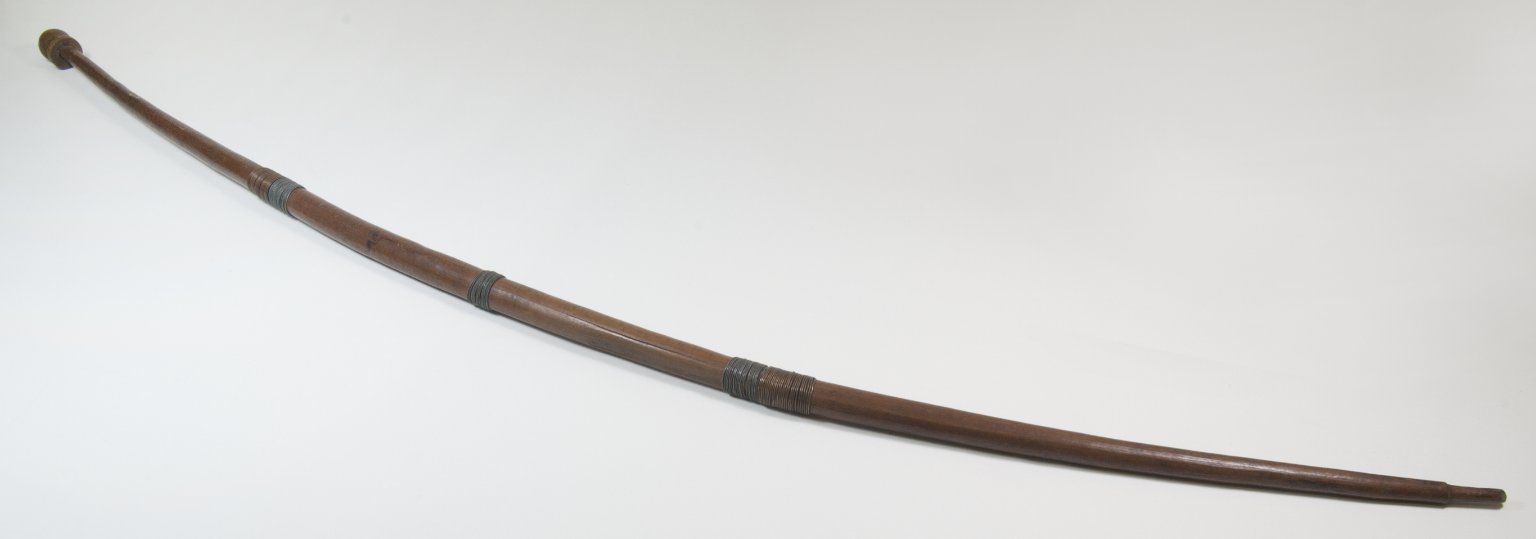
Łęczysko łuku (drewniane)

Łęczysko kuszy (metalowe)

Łęczysko (także: łuczysko) – część składowa neurobalistycznych broni miotających. Ma postać pręta ze sprężynującego materiału, który magazynuje energię wynikającą z naciągu broni. Do końców łęczyska przymocowuje się cięciwę, która pośredniczy w przekształceniu energii potencjalnej łęczyska w energię kinetyczną pocisku. Do najprostszych broni wykorzystujących łęczysko należą łuk i kusza.
Rodzaje konstrukcji łęczyska:
- drewniana – najczęściej cis, jesion, orzech lub wiąz[1]
- kompozytowa – warstwy od zewnątrz ścięgna, drewno i róg[1],
- stalowa[1],
- nowoczesna kompozytowa – włókno węglowe, włókno szklane i inne.